# L노벨
L노벨은 디앤씨미디어의 라이트 노벨 레이블로, 2007년 11월에 SL 노벨(시드 라이트 노벨)이라는 이름으로 창간되어 2009년 1월 시드 노벨에서 분리되어 L노벨(라이트 노벨)로 바뀌었다.
L노벨 홈페이지는 아직까지 접속이 불가능하고 공식 카페를 통해 이벤트 및 그달의 신간소식을 전하고 있다. 또한 아프리카TV를 통해서도 편집후기 방송을 하여서 이번달 작품 소개 및 다음달 신간을 안내하고 있다.
참고로 공식 카페는 네이버 카페에 있으며 카페명은 "L노벨 공식카페"이다. 네이버 대표카페가 될 정도로 인원수가 2만을 넘었으며 라이트노벨 카페에서 가장 활발한 카페이다. 반면, 카페가 공식 출판사 카페다보니 일반적인 다른 카페보다 지유로운 장점이 있으나 분쟁이 잦은 단점이 있다.

## 작품 목록

### 진행 중
- @HOME(1권)
- BIG-4(5권)
- VRMMO 학원에서 즐거운 마개조 가이드 (5권)
- VTuber인데 방송 끄는 걸 깜빡했더니 전설이 되어있었다 (1권)
- 가끔씩 툭하고 러시아어로 부끄러워하는 옆자리의 아랴 양 (3권)
- 가상영역의 엘리시온(3권)
- 검의 여왕과 낙인의 아이(8권)
- 검의 저편(1권)
- 고백 예행연습(6권)
- 곰 곰 곰 베어(18권+외전1권(11.5))
- 그날, 신에게 바랐던 것은 (3권)
- 금색의 문자술사(10권)
  - 외전(2권)
- 꽝 스킬 ''지도화''를 손에 넣은 소년은 최강 파티와 함께 던전에 도전한다 (3권)
- 꿰뚫린 전장은 거기서 사라져라 (3권)
- 나 meet 리틀 데빌! (3권)
- 나는 아직 사랑에 빠지지 않았다 (4권)
- 나와 이치노의 게임동호회 활동일지(11권)
- 너를 잊는 법을 가르쳐 줘(2권)
- 노노메메, 하트 브레이크(3권)
- 녹을 먹는 비스코 (6권)
- 농림(13권)
- 니트 흡혈귀, 에토 씨 (2권)
- 단칸방의 침략자!?(31권+외전2권(7.5, 8.5)
- 달이 이끄는 이세계 여행(12권 8.5)
- 당신이 사는 마을의 도시전귀!(3권)
- 대영웅이 무직인 게 뭐가 나빠(3권)
- 덜떨어진 마수연마사(6권)
- 데스마치에서 시작되는 이세계 광상곡 (24권)
  - 데스마치에서 시작되는 이세계 광상곡 EX
- 데이트 어 라이브
  - 데이트 어 불릿 (7권)
  - 데이트 어 앙코르 (10권)
  - 데이트 어 머테리얼 (2권)
- 도쿄침역 : 클로즈드 에덴 (3권)
- 도쿄황제☆호죠렌카(9권)
- 돈은 패자를 돌고 도는것(3권)
- 드라큘라 야근! (4권)
- 떨어진 용왕과 멸망해가는 마녀의 나라 (9권)
- 라스트 라운드 아서스(2권)
- 라이징X라이딘 (9권)
- 러브라이브
  - 러브라이브! School idol diary ~μ's의 여름방학 ~
  - 러브라이브! School idol diary ~가을 학원제♪~
  - 러브라이브! School idol diary ~μ's의 크리스마스 ~
- 럭키 찬스!(10권)
- 레전드(7권)
- 마계로 소환되어 가정교사?!(3권)
- 마왕이 너무 많은 세상에 고한다(2권)
- 마학의 패왕과 과법의 총희 (2권)
- 미궁거리 크로니클(4권)
- 미니스커트 우주해적(7권)
- 미야바 씨 댁의 벨테인(3권)
- 바케라노!(2권)
- 발키리웍스(4권)
- 방과후 사중주(3권)
- 방과 후, 이세계 카페에서 커피를 (4권)
- 변변찮은 마술강사와 금기교전 (19권)
  - 변변찮은 마술강사와 추상일지 8권
- 사사미양@노력하지 않아(9권)
- 사신공주의 재혼(8권)
- 사쿠라 패밀리어!(3권)
- 살육의 천사 (3권)
- 새 엄마가 데려온 딸이 전 여친이었다(6권)
- 성검사의 금주영창(15권)
- 성수국의 금주술사(9권)
- 세계가 데스게임이 되어서 즐겁습니다. (2권)
- 세븐스(8권)
- 세이버즈=가든
- 센트레인 전기(2권)
- 스테이터스 올 인피니티(1권)
- 시원찮은 그녀를 위한 육성방법(13권+단편집2권)
  - 시원찮은 그녀를 위한 육성방법 GS (3권)
  - 시원찮은 그녀를 위한 육성방법 Memorial (2권)
  - 시원찮은 그녀를 위한 육성방법 FD (2권)
  - 시원찮은 그녀를 위한 육성방법 미사키 쿠레히토 화집 상 Flat
- 신기소녀는 사랑을 하는가? (2권)
- 신은 유희에 굶주려있다.(3권)
- 신참 사장의 퍼펙트 게임(3권)
- 아라포 현자의 이세계 생활 일기(10권)
- 아빠는 영웅, 엄마는 정령, 딸인 나는 전생자. (6권)
- 악성소녀(3권)
- 악역 영애는 가문의 몰락을 꿈꾼다(2권)
- 엔젤 페스타!(3권)
- 엘프 전생으로 시작한 치트 건국기(3권)
- 여기에서 탈출하고 싶다면 서로 사랑하라 (4권)
- 옛 원칙의 마법기사(3권)
- 열등용사의 귀축미학(11권)
- 오늘의 기사 미로쿠(6권)
- 온라인 게임의 신부는 여자아이가 아니라고 생각한 거야? (20권)
- 왕녀 전하는 화가 나셨나 봅니다(7권)
- 월드 오더 (4권)
- 의매생활(2권)
- 이세계 치트 마술사(9권)
- 인생 (10권)
  - 인생 엑스트라
- 일반공격이 전체공격에 2회 공격인 엄마는 좋아하세요? (7권)
- 잘 가거라 용생, 어서 와라 인생(10권)
- 전생 따위로 도망칠 수 있을 줄 알았나요, 오빠?(1권)
- 전생 왕녀와 천재 영애의 마법 혁명(4권)
- 전직의 신전을 열었습니다 (3권)
- 죽음에서 돌아와, 모든 것을 구하고자 최강에 도달한다 (2권)
- 진화의 열매 (10권)
- 창강의 모독자(3권)
- 창구의 라피스 라줄리(7권)
- 청춘 돼지 시리즈(11권)
- 청춘 레리어트!!(5권)
- 최약무패의 신장기룡(18권)
- 츠키츠키(12권)
- 친구 여동생이 나한테만 짜증나게 군다 (7권)
- 칼리(2권)
- 쿠다미미의 고양이(4권)
- 쿨데레인 그녀와 키스 하고싶다(2권)
- 페어리 렌서 F(1권)
- 피학의 노엘 (3권)
- 크레이지 시리즈(2권)
- 프리 라이프 (6권)
- 현자의 검 (6권)
- 현자의 손자 (13권)
- 흐레스벨그 익시드(5권)
- 흑연의 성자(2권)
- 흔해빠진 직업으로 세계 최강 (12권)
  - 흔해빠진 직업으로 세계 최강 제로 (5권)
  - 단편집
  - 타카야키 화집 BRILLIANT 흔해빠진 직업으로 세계최강
- 흔들흔들 일렁이는 바다 저편(8권)

### 완결
- MIB(2권)
- Missing(13권)
- under(2권)
- 기브 업!(3권)
- 그와 그녀와 소환마법(6권)
- 라푼젤의 날개(4권)
- 러브라이브!
  - 러브라이브! School idol diary (9권)
  - Love Live! Perfect Visual Collection ~Smile~
  - Love Live! Perfect Visual Collection ~Dream~
- 마이-HiME DESTINY 용의 무녀(2권)
- 안녕 피아노 소나타(5권)
- 작은 나라의 구세주(5권)
- 죽지 않는 소년을 사랑한 소녀(7권)
- 진홍빛 로망스(6권)
- 창월의 이리스(3권)
- 컷팅(4권)
- 퀸즈 블레이드(5권)
- 하자쿠라가 온 여름(5권)
- 제비뽑기 용자님(11권)
- 리리스에게 맡겨줘!(3권)
- 글로리어스 던(12권)
- 레이디×버틀러!(13권)
- 영건 카르나발(11권)
- 창해걸즈!(3권)
- 마요치키!(12권)
  - 마요치키(7권)
- 후지미야 토키코는 까칠하다(5권)
- 시노노메 유우코 시리즈 (3권)
- 첫 체험에 안성맞춤인 그녀(6권)
- 시혼의 혈족(3권)
- 사쿠라장의 애완 그녀(10권+외전3권(5.5, 7.5, 10.5))
- 그녀는 태클당하는 걸 좋아해!(10권)
- 낮에도 밤에도 양손에 악녀 (3권)
- 기어와라! 냐루코 양(12권)
- 나는 역시 눈치채지 못해 (6권)
- 마왕 같다고!(4권)
- 하느님의 메모장(6권)
  - 하느님의 메모장(3권)
- 하토코 씨와 러브코미디(4권)
- 내 현실과 온라인 게임이 러브코미디에 침식당하기 시작해서 위험해 (8권)
- 린짱 나우! SSs(단권)
- 소악마 티리와 구세주?!(6권)
- 은톨이 그녀는 신입니다.(8권)
- 안개비가 내리는 숲 (상,하)
- 컴플리트 노비스(5권)
- 이 사랑과, 그 미래(6권)
- 용사님의 스승님(7권)
- 아지랑이 데이즈(8권)
- 마력을 쓰지 못하는 마술사(4권)
- 태양을 품은 소녀 (3권)
- Just Because!
- 공주기사는 오크에게 잡혔습니다.(3권)
- 발할라의 저녁 식사(5권)
- 세븐캐스트의 히키코모리 마술왕 (5권)
- 파우스트의 악몽
- 검사를 목표로 입학했는데 마법 적성 9999라고요?! (8권)
- 역시 내 청춘 러브코메디는 잘못됐다(14권+외전3권(7.5, 6.5, 10.5, 14.5))
  - 앤솔로지 1 유키노 side
  - 앤솔로지 2 온 퍼레이드
  - 앤솔로지 3 유이 side
  - 앤솔로지 4 올스타즈
  - 역시 내 청춘 러브코메디는 잘못됐다. 결 1
- 딘의 문장(6권)
- 데이트 어 라이브(22권)
- 여동생만 있으면 돼. (14권)
- 이 멋진 세계에 축복을!(17권)
  - 이 멋진 세계에 폭염을!(3권)
  - 이 가면 악마에게 상담을!
  - 속 이 멋진 세계에 폭염을! (2권)
  - 저 어리석은 자에게도 각광을! (7권)
  - 이 멋진 세계에 축복을! 요리미치! (2권)
  - 공식 메모리얼 팬북
- 우리 집 더부살이가 세계를 장악하고 있다!(16권+3.5)
- 중고라도 사랑이 하고 싶어! (13권)
- 신화 전설이 된 영웅의 이세계담 (13권)
- 백수, 마왕의 모습으로 이세계에(12권)

### 단권
- 나키가라 히츠기의 사자소생학
- 나흐트 예거
- 로미오의 재난
- 블랙 쉽
- 츠키코이
- 펭귄 썸머
- under1
- under2
- 레이어드 서머
- 너와는 치명적인 차이가 있다
- 하츠네 미쿠의 소실
- 마녀의 집
- 한계돌파 모에로 크로니클
- 압도적유희 무겐소울즈
- 미소녀 우주인과 신비한 도구를 회수하는 건데 지나친 살색전개라 위험해
- 미사오 나루카미 아키의 이계 사건수첩
- 유메닛키
- 클로에의 레퀴엠 infinito
- 연애재판
- 누가 좀비를 죽였는가

### L북스
- 거미입니다만, 문제라도? (15권)
  - 거미입니다만, 문제라도? EX
- 이세계 식당 (5권)
- 고블린 슬레이어 (15권)
  - 고블린 슬레이어 외전: 이어 원 (2권)
  - 외전2 : 악명의 태도 (상·중)
- 우로보로스 레코드 (3권)
- 최하위 직업에서 최강까지 출세하다(3권)
- 모험가가 되고 싶다며 도시로 떠났던 딸이 S랭크가 되었다(11권)
- Hello Hello and Hello (2권)
- 세계 최고의 암살자, 이세계 귀족으로 전생하다 (6권)
- 전 세계 1위의 서브 캐릭터 육성 일기 (4권)
- 모험가 자격을 박탈당한 아저씨지만, 사랑하는 딸이 생겨서 인생을 느긋이 즐긴다 (3권)
- 기후마법의 올바른 사용법 (2권)
- 스파이 교실 (6권)
  - 스파이 교실 단편집 2권
- 나는 모든 것을 패리한다 (2권)
- 헬 모드 (2권)

### 완결
- 도서미궁
- 꿈도 사랑도 달콤하지 않다! 디저트야말로 정의다!
- 우리 딸을 위해서라면, 나는 마왕도 쓰러뜨릴 수 있을지 몰라. (9권)
- 치유마법의 잘못된 사용법(12권)
- 두 번째 용사는 복수의 길을 웃으며 걷는다(8권)

### 동방프로젝트
- 동방맹월초 Silent Sinner in Blue(상, 중, 저)
- 동방맹월초 -Cage in Lunatic Runagate-
- 동방맹월초 달의 이나바와 지상의 이나바(상, 하)
- 동방향림당
- 동방자가선(4권)
- 동방문화첩
- 동방구문사기
- 동방구문구수
- 동방영나암(7권)

### SL코믹
- 아침까지 수업Chu!(3권)
- 러브라이브!(3권)
- 초차원 게임 넵튠 THE ANIMATION 헬로 뉴 월드 (1권)
- 러브라이브! School idol diary (4권)
- 이 멋진 세계에 축복을! (13권)
  - 코믹 앤솔로지 2(권)
  - 이 멋진 세계에 일상을! (3권)
  - 이 멋진 세계에 축복을!  메구밍 앤솔로지
  - 이 멋진 세계에 축복을! 캇포레! (2권)
  - 이 멋진 세계에 축복을!  메구밍 앤솔로지 Aka
  - 속 이 멋진 세계에 폭염을! (3권)
  - 이 가면 악마에게 상담을! (2권)
- 러브라이브! School idol project (5권)
- 두근두근 시스터 아오이 (1권)
- 데스마치에서 시작되는 이세계 광상곡 (11권)
- 니르바나(4권)
- 쿠다미미의 고양이 (8권)
- 두근두근 시스터 아오이 (2권)
- 레드나이트 이브 (3권)
- 변변찮은 마술강사와 금기교전(12권)
- 우리 딸을 위해서라면, 나는 마왕도 쓰러뜨릴 수 있을지 몰라.(5권)
- 고블린 슬레이어(12권)
  - 고블린 슬레이어 외전: 이어 원 (8권)
- fate/stay night [Heaven's Feel](7권)
- 러브라이브! 선샤인!! (3권)
- 흔해빠진 직업으로 세계최강(8권)
  - 흔해빠진 일상에서 세계최강 (4권)
  - 흔해빠진 일상에서 세계최강 제로 (4권)
- 러브라이브! Scool idol diary 세컨드 시즌 (3권)
- 현자의 손자 (9권)
- 거미입니다만, 문제라도? (10권)
- 펭귄 하이웨이 (2권)
- 청춘 돼지는 바니걸 선배의 꿈을 꾸지 않는다 (2권)
- 현실의 여친은 필요 없어!(10권)
- 꼬마곰의 케이크 가게(5권)
- 아저씨와 고양이(8권)
- Home, Honey Home (3권)
- 곰 곰 곰 베어 (5권)
- 치유마법의 잘못된 사용법 (4권)
- 역시 내 청춘 러브코메디는 잘못됐다. 망언록 (20권)
- 이세계 치트 마술사 (4권)
- 시원찮은 그녀를 위한 육성방법 GS (2권)
- 모험가가 되고 싶다며 도시로 떠났던 딸이 S랭크가 되었다 (5권)
- 소녀전선 앤솔로지 (4권)
- 피학의 노엘 (4권)
- 청춘 돼지는 소악마 후배의 꿈을 꾸지 않는다 (2권)
- 신이라고 불린 흡혈귀 (6권)
- 모험가 자격을 박탈당한 아저씨지만, 사랑하는 딸이 생겨서 인생을 느긋이 즐긴다 (5권)
- 왕녀 전하는 화가 나셨나 봅니다 (3권)
- 전생 왕녀와 천재 영애의 마법 혁명 (3권)
- 프리 라이프 (1권)
- 친구 여동생이 나한테만 짜증나게 군다 (2권)
- 나는 모든 것을 패리한다 (1권)
- 헬 모드 (2권)
- 부부 이상, 연인 미만. (4권)
- [[[블루 아카이브]] 코믹 앤솔로리 (2권)

### 완결
- 사쿠라장의 애완 그녀(8권)
- 데이트 어 스트라이크 (4권)
- 시원찮은 그녀를 위한 육성방법 ~egoistic-lily~ (3권)
- 마음이 외치고 싶어해 (4권)
- 이 멋진 세계에 폭염을!(5권)
- 시원찮은 그녀를 위한 육성방법 사랑에 빠진 메트로놈 (10권)
- 시원찮은 그녀를 위한 육성방법 (8권)
- 너는 달밤에 빛나고 (2권)
- 그 아이돌 흡혈귀에 관하여 (3권)
- 아지랑이 데이즈(13권)
  - 공식 앤솔로지 코믹 UPPER
  - 공식 앤솔로지 코믹 DOWNER
  - 공식 앤솔로지 코믹 SUMMER
  - 공식 앤솔로지 코믹 WINTER
  - 공식 앤솔로지 코믹 SPRING
  - 공식 앤솔로지 코믹 BITTER
  - 공식 앤솔로지 SWEET
  - 공식 앤솔로지 SPICY
  - 공식 앤솔로지 FANTASY
  - 공식 앤솔로지 REMEMBER
  - 앤솔로지 FUTURE
- 고블린 슬레이어: 브랜뉴데이 (2권)
- 온라인 게임의 신부는 여자아이가 아니라고 생각한 거야?(8권)
- 살육의 천사 (12권)
  - 살천! (5권)
  - 살육의 천사 Episode.(4권)
  - 공식 팬북
  - Episode. 0.5
- 마녀의 집 (2권)
- 페르소나4(13권)
- 이세계 식당 (4권)